# Hans Nielsen Johnsrud (cellist)
Hans Nielsen (Johnsrud), född 1840 i Eidsvoll, död den 29 mars 1874 i Kristiania (nuvarande Oslo), var en norsk cellist. Han var bror till de violinisten Lars Nielsen Johnsrud och farbor till organisten Hans Nielsen Johnsrud.
Nielsen kom som ung till Kristiania, där han anställdes som klarinettist i militärmusiken. Han började även spela cello och erhöll snart anställning i Christiania Theaters orkester som cellist. År 1863 reste han till Dresden, där han studerade under Friedrich Grützmacher. Han besökte därefter Kristiania, där han med utomordentligt bifall gav en konsert, för att 1867 med offentligt stipendium åter resa till utlandet. Han vistades nu två år i Paris och återvände därefter, trots lockande erbjudanden från bland annat Paris och London, hem till Kristiania, där han övertog posten som förstecellist i teaterorkestern, gav konserter och medverkade tillsammans med Gudbrand Bøhn i högt ansedda kammarmusikkonserter.